# Itil

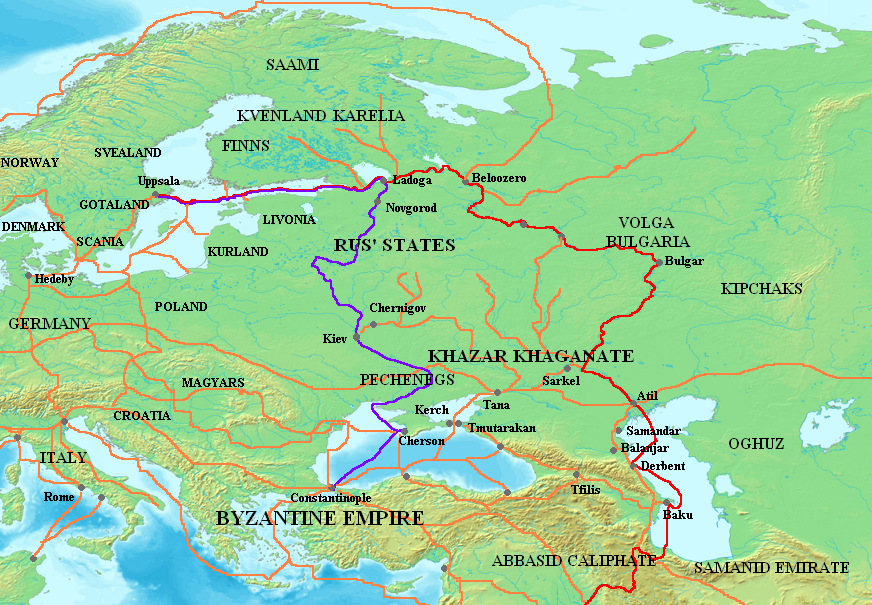
Významné varjažské obchodní trasy

Itil (turecky İtil, čínsky 阿得/阿得水 A-de Shui), též Atil, doslova Velká řeka, bylo hlavní město Chazarské říše mezi 8. a 10. stoletím. Slovo itil je taktéž v některých turkických jazycích názvem pro řeku Volhu.

## Historie
Město Itil se údajně rozkládalo při deltě řeky Volhy severozápadně od Kaspického moře. Itil se stal hlavním městem Chazarské říše po porážce Chazarů v druhé Arabsko-Chazarské válce. Jméno Itil se poprvé objevuje v 10. století, v arabských pramenech se však tomuto městu o století dříve říkalo Khamlij.
Během svého rozkvětu bylo město důležitým centrem obchodu a rozkládalo se na třech místech oddělených Volhou. V západní části se nacházelo administrativní centrum s budovou soudu a početnou vojenskou posádkou. Východní část byla vybudována později a sloužila jako obchodní centrum Itilu. Nacházely se v ní obchody a veřejné lázně. Mezi východní a západní částí ležel ostrov, na kterém stály paláce kagana a kagan-bega. Se zbylými částmi města byl ostrov propojen pontonovým mostem.
Itil bylo multietnické a nábožensky různorodé město, které obývali židé, křesťané, muslimové, pohani i vyznavači šamanismu, přičemž mnozí z nich byli obchodníci pocházející z jiných zemí. Každá z náboženských skupin měla ve městě své modlitebny. V Itilu bylo sedm soudců – dva pro křesťany, dva pro židy, dva pro muslimy a jeden pro ostatní.
V roce 968 nebo 969 město vyplenil Svjatoslav I. Igorevič. Archeologické pozůstatky Itilu nebyly nikdy jednoznačně identifikovány. Jedna z hypotéz tvrdí, že zbytky města byly odplaveny v důsledku stoupající hladiny Kaspického moře. Dva různé týmy ruských archeologů, pracující na lokalitách Samosdelka a Semibugry, tvrdily, že objevily ruiny Itilu.